# Hospital Universitario de Angers
El Hospital Universitario de Angers (en francés: Centre hospitalier universitaire d'Angers) es un hospital francés que emplea aproximadamente a 6.296 personas, entre médicos (1117) y personal sanitario. Dispone de 1487 camas y recibe cada año más de 89.000 urgencias, 436.972 consultas externas y 103.291 hospitalizaciones. Está dirigido por Cécile Jaglin-Grimonprez.

## Distinciones
- En 2000, primer CHU acreditado.
- En 2005, primer CHU en estar certificado por la Agencia Nacional de Acreditación y Evaluación de Salud (ANAES).
- En 2015, el Centro hospitalario universitario de Angers es el primer CHU de Francia en estar certificado sin reserva sobre sus cuentas.[2]

## Curas
El Centro hospitalario universitario de Angers (CHU) es un centro de referencia regional en materia de salud. Tiene 4 misiones: curas, enseñanza, investigación y prevención. El CHU de Angers tiene una vocación regional, incluso interregional para las curas altamente especializadas. Entre los socios del CHU de Angers están el CHU de Nantes, el centro hospitalario de Le Mans y el Instituto Oncológico del Oeste. El número anual de hospitalizaciones supera el de las 100.000 personas. Con sus 6.285 asalariados, participa igualmente de la formación de los futuros profesionales de la salud.

## Formación

### Facultad de Medicina
El área de formación del CHU de Angers comprende la Facultad de Salud de la Universidad de Angers, que tiene su sede en el mismo Hospital y comprende los Departamentos de Medicina (antiguamente "Facultad de Medicina"), de Farmacia (antiguamente "Facultad de Farmacia"), así como la escuela de Matronas. Los diferentes servicios hospitalarios acogen aproximadamente a 500 estudiantes e internos.

#### Escuela de matronas
La escuela de matronas René Rouchy prepara para el diploma de Estado de matronas. La profesión de matrona es una profesión sanitaria reglamentada por el código de Salud Pública y el código de deontología de las matronas.

### Enseñanza paramedical
- Centro de enseñanza de curas de urgencia
- Escuela de formación de auxiliares de clínica
- Escuela de puericultura
- Instituto de formación de la salud
- Instituto de formación en enfermería Anne de Olonne
- Instituto de formación de urgencias y ambulancias

## Proyecto médico
El proyecto médico responde a los ejes mayores de la esquema regional de organización sanitaria (SROS) :
- creación de un servicio de medicina interna y general en el marco del Servicio de Recepción y de Tratamiento de las Urgencias ;
- desarrollo de las cooperaciones sobre todo con el Centro Regional de Reeducación y Réadaptation Funcionales (CRRRF) y las demás instituciones sanitarias y sociales ;
- el Instituto Angevin del Cáncer : el objetivo del Instituto Angevin del Cáncer es de constituir el polo de referencia en cancérologie del estanque de población de Anjou ;
- desarrollo del proyecto psiquiátrico. Constitución de la comunidad de establecimientos de salud « CHU-CESAME » ;
- el CHU de Angers participa al desarrollo de la investigación biomédica.

Por otra parte, el CAÍDO de Angers se ilustra como un polo mayor y un pilar de la neurochirurgie, en particular pédiatrique.

## Centro toxicológico interregional
El CAÍDO de Angers es igualmente un centro antipoison y de toxicovigilance interregional que cubre la región de Pays de la Loire así como la región Centro, Bretaña y Baja Normandía.

## Monumentos históricos
En el recinto del CHU, la capilla Santa-Marie (antiguamente hotel Dios u hospital Santo-Jean, final XII ), así como sus murales (1857-1868, aceite sobre enduit, cera, fresco, telas marouflées, artistas principales Jules Dauban, Eugène Appert, Jules Lenepveu) están clasificadas monumentos históricos,.

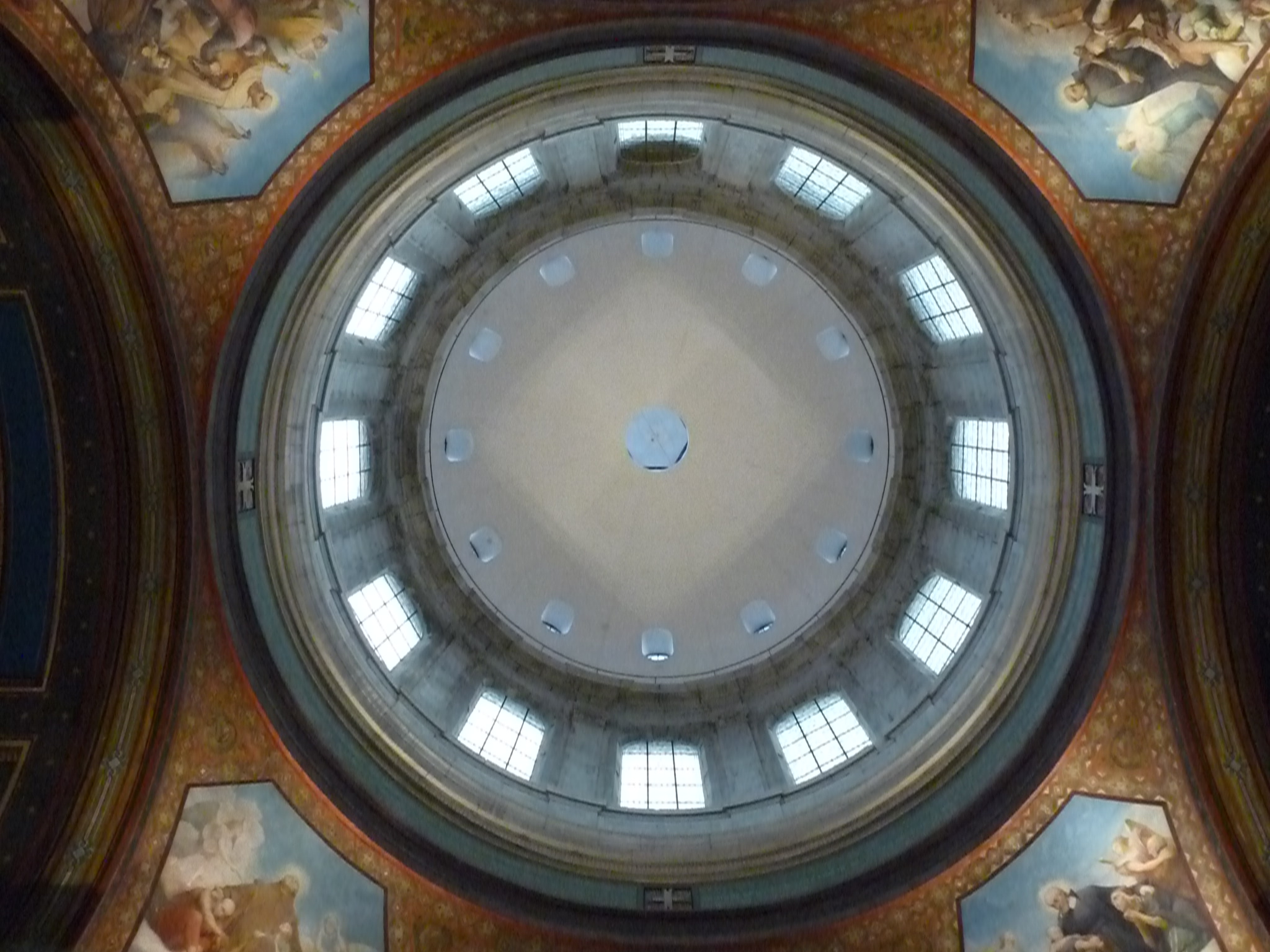
Capilla Santa-Marie, coupole
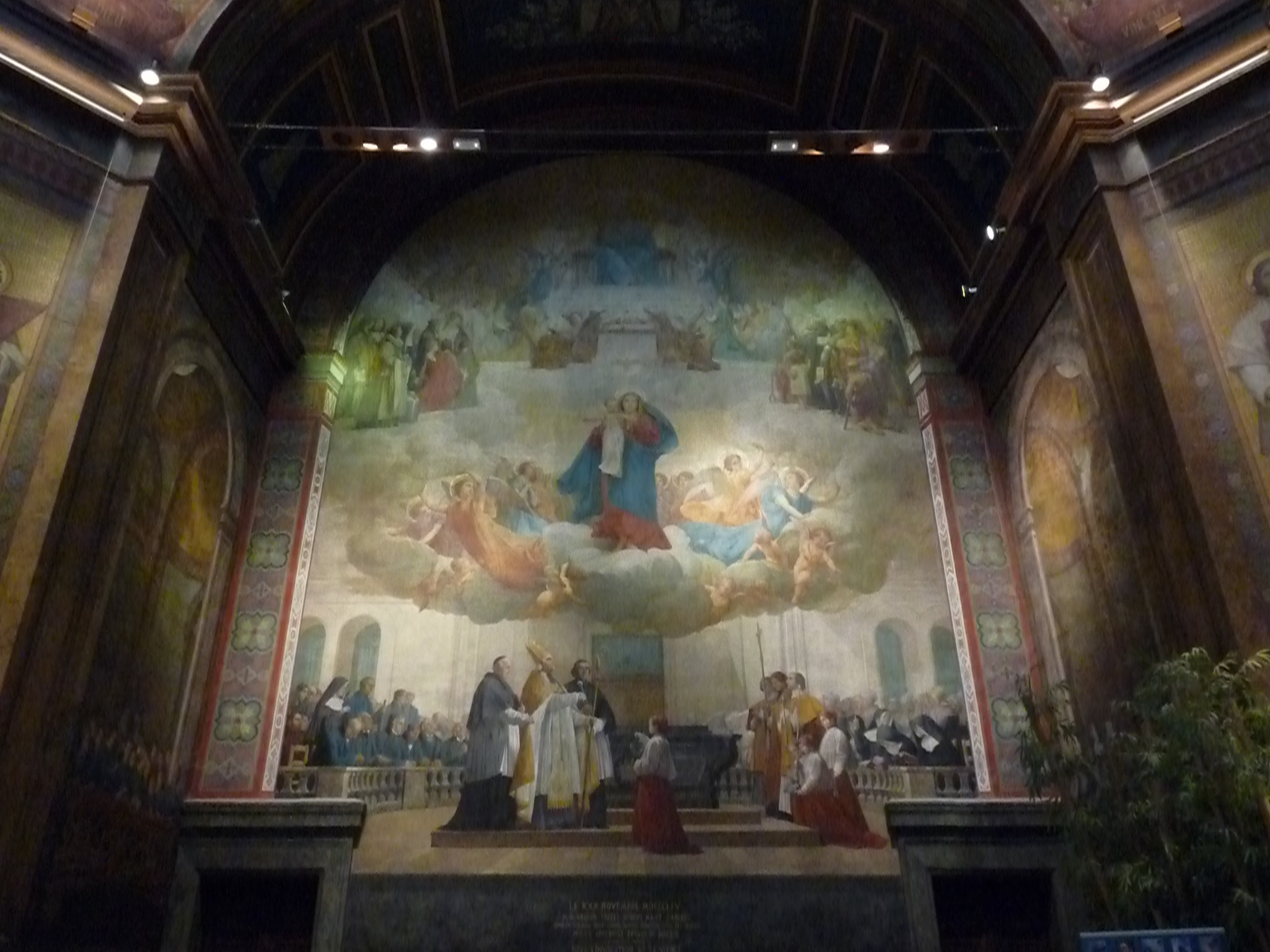
Capilla Santa-Marie, Bendición de la capilla
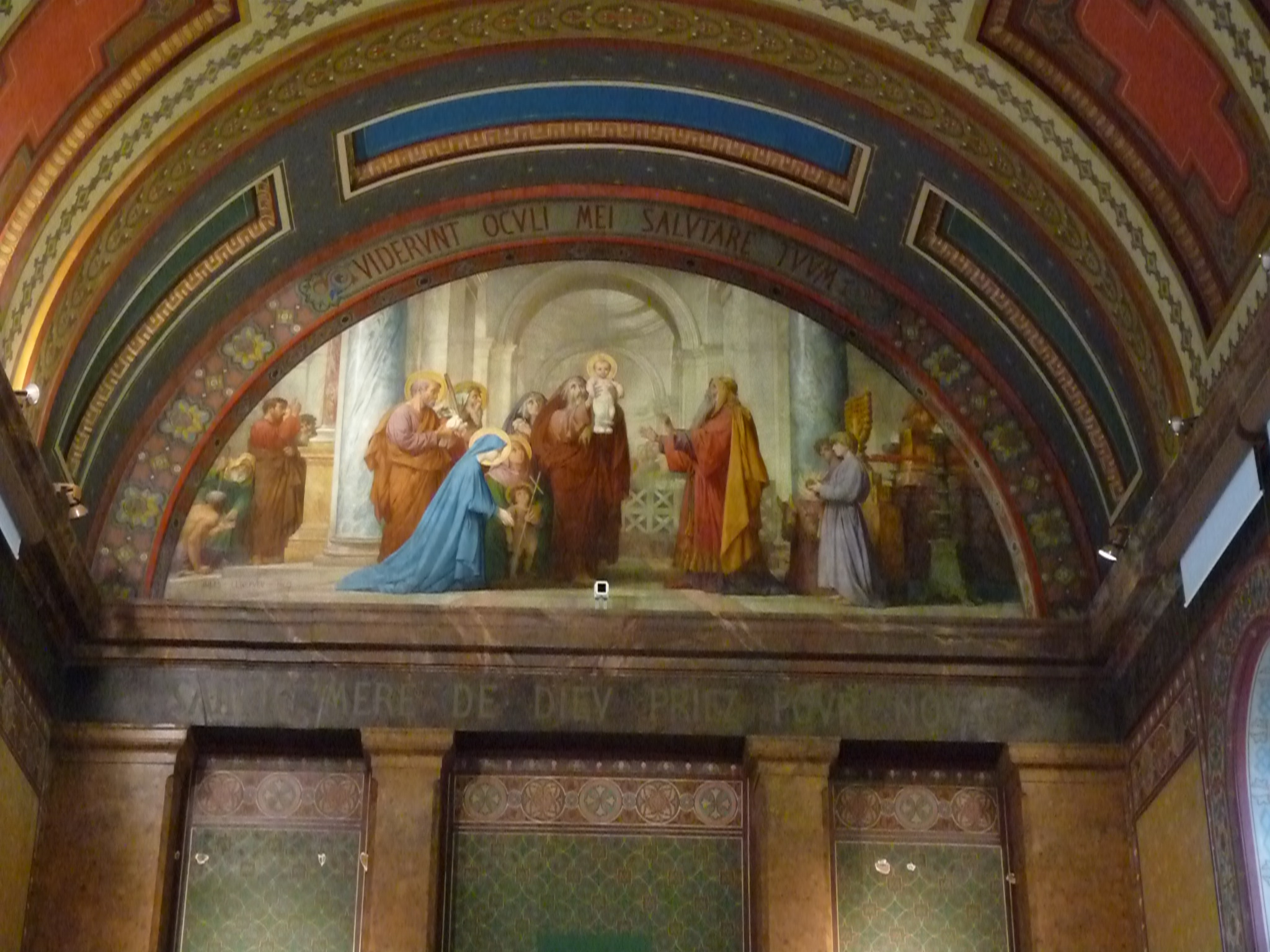
Capilla Santa-Marie, presentación al Templo
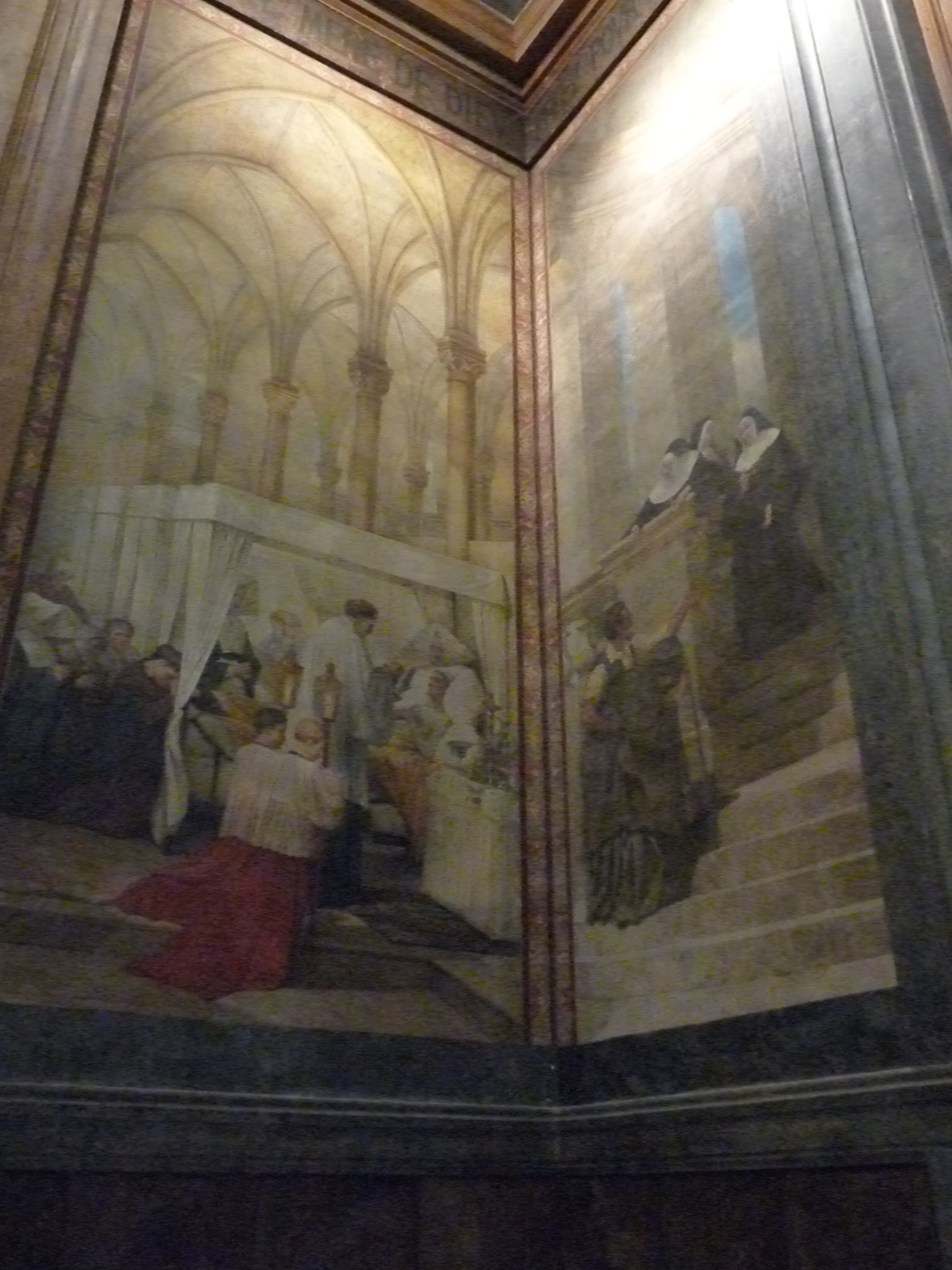
El Viatique, Jules Dauban, 1876. La Vejez socorrida en el hotel-Dios, Eugène Appert, 1857.
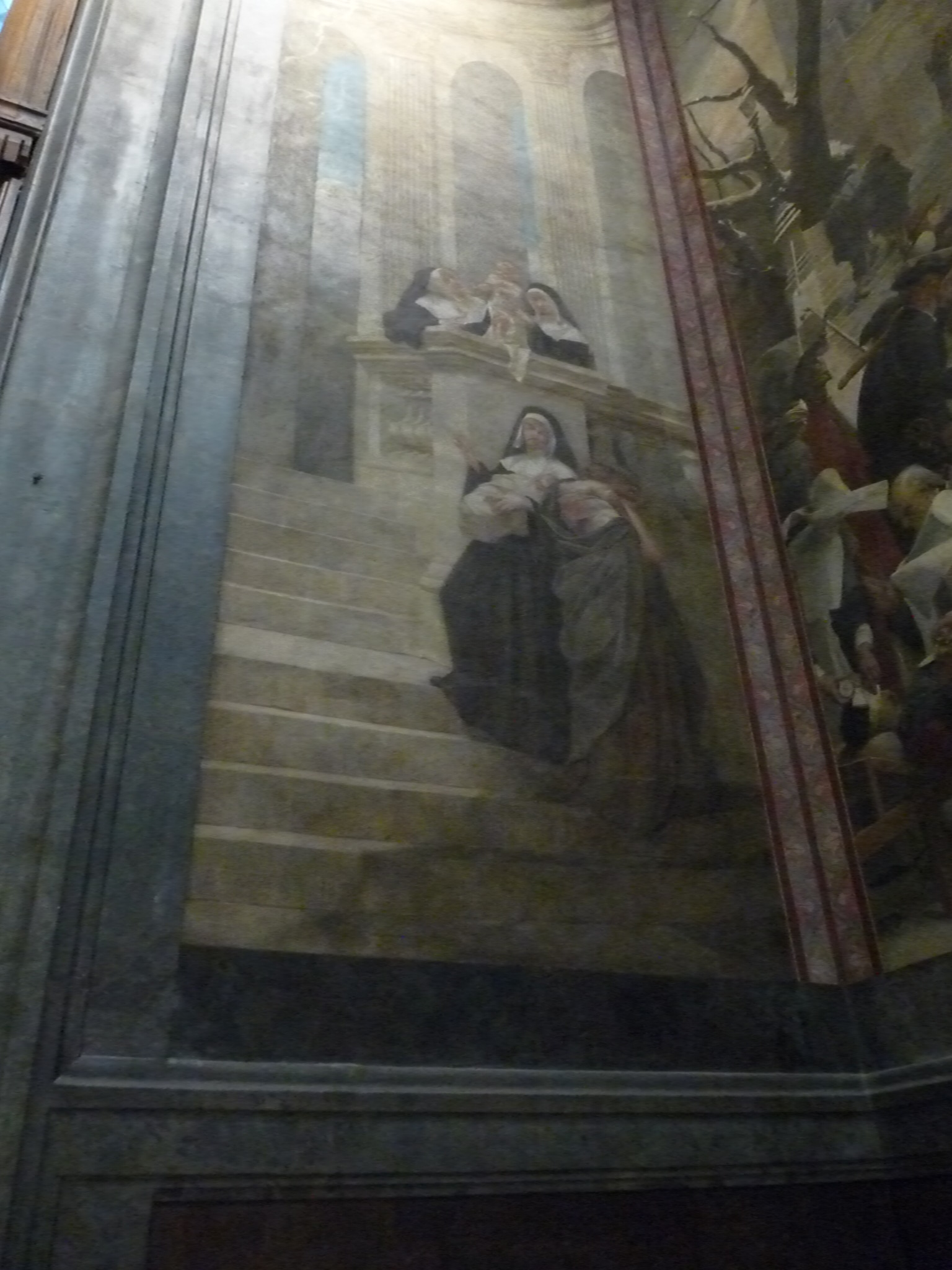
La Niñez socorrida en el hotel-Dios, Eugène Appert, 1857.
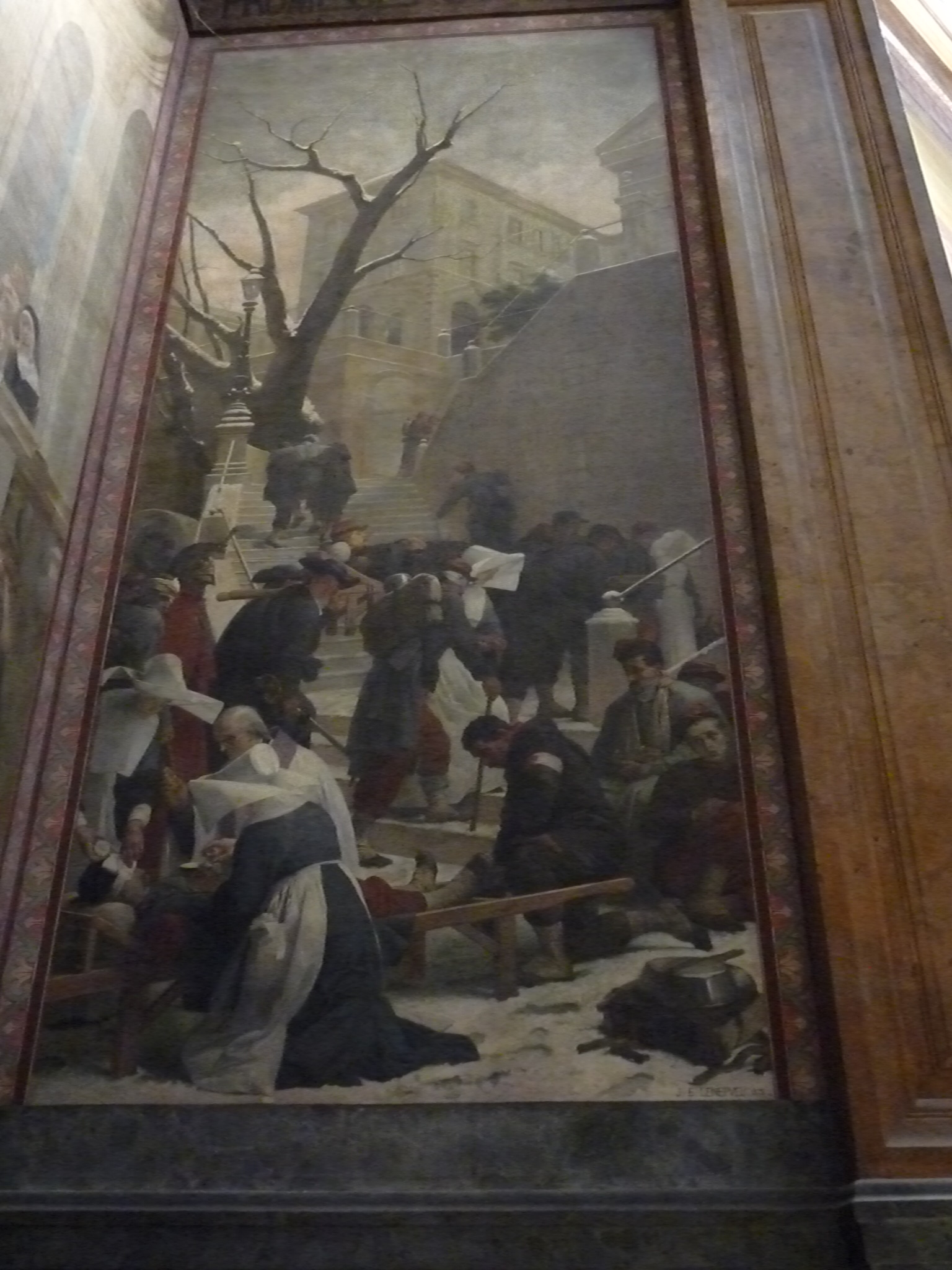
Los heridos de la guerra de 1870 curados al hospital de Angers, Jules Lenepveu, 1878
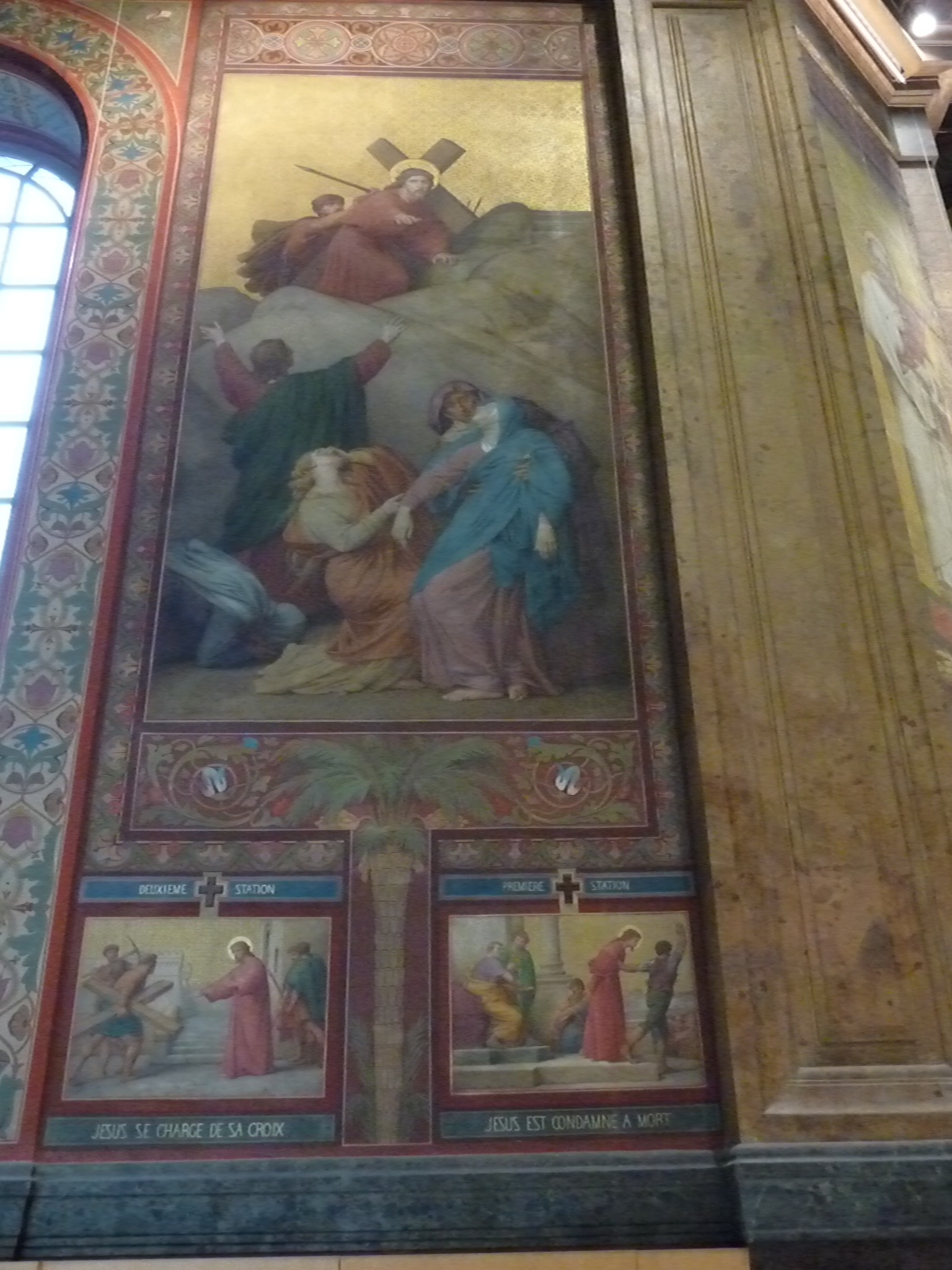
La Pâmoison de la Virgen. Debajo, ambas primeras estaciones del camino de cruz.
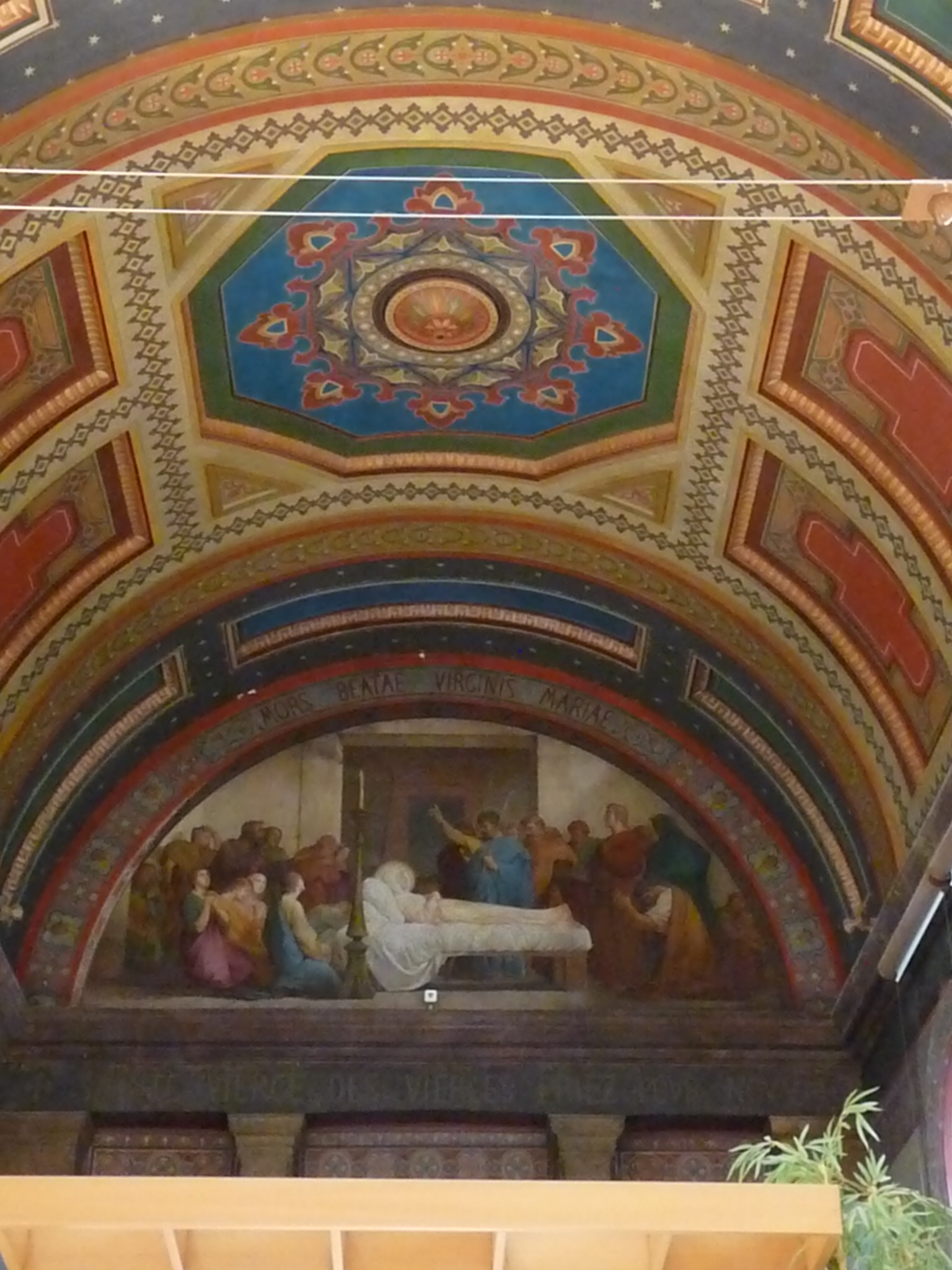
La Dormition de la Virgen
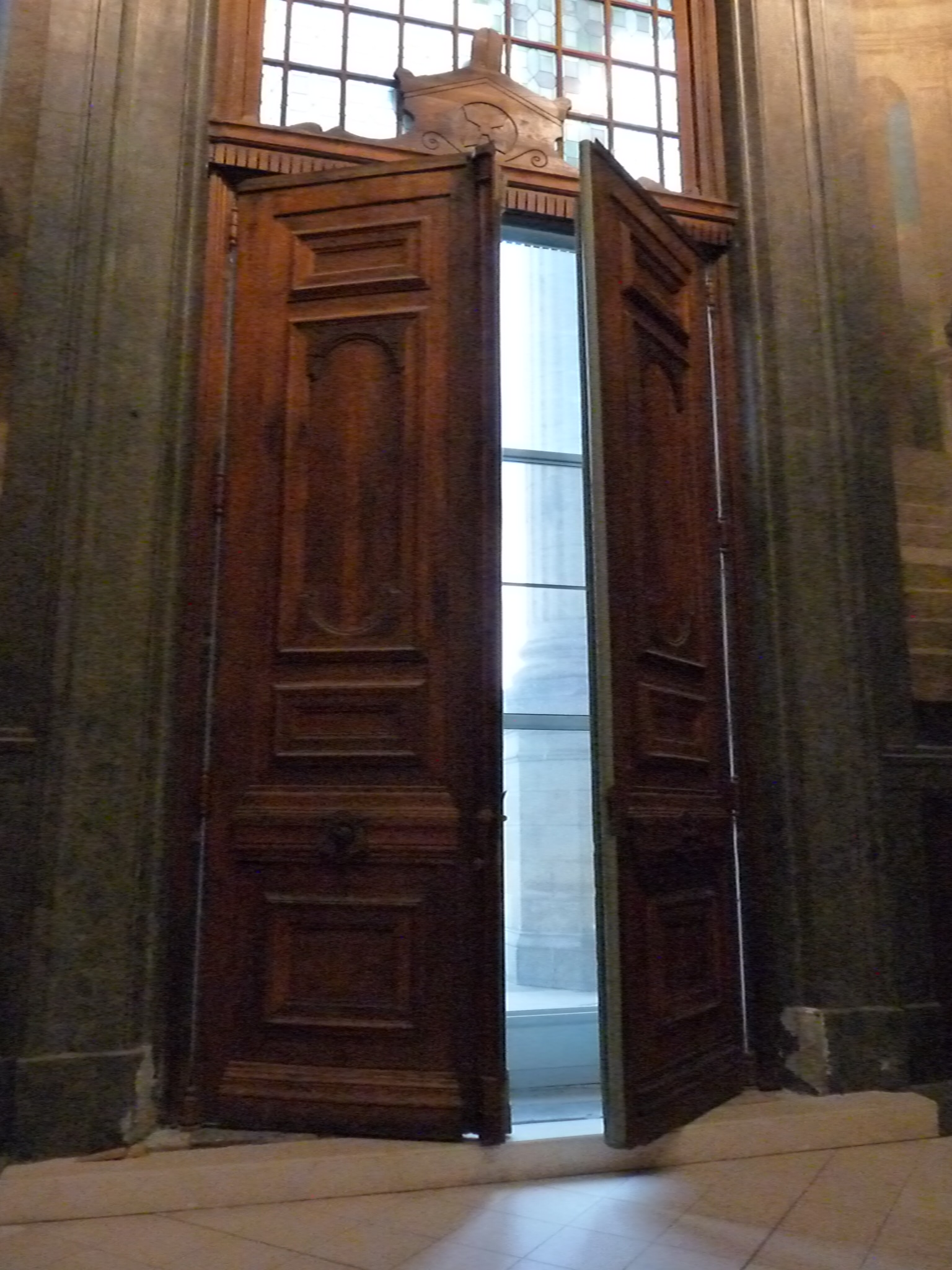
La puerta oriental, acceso original de la capilla
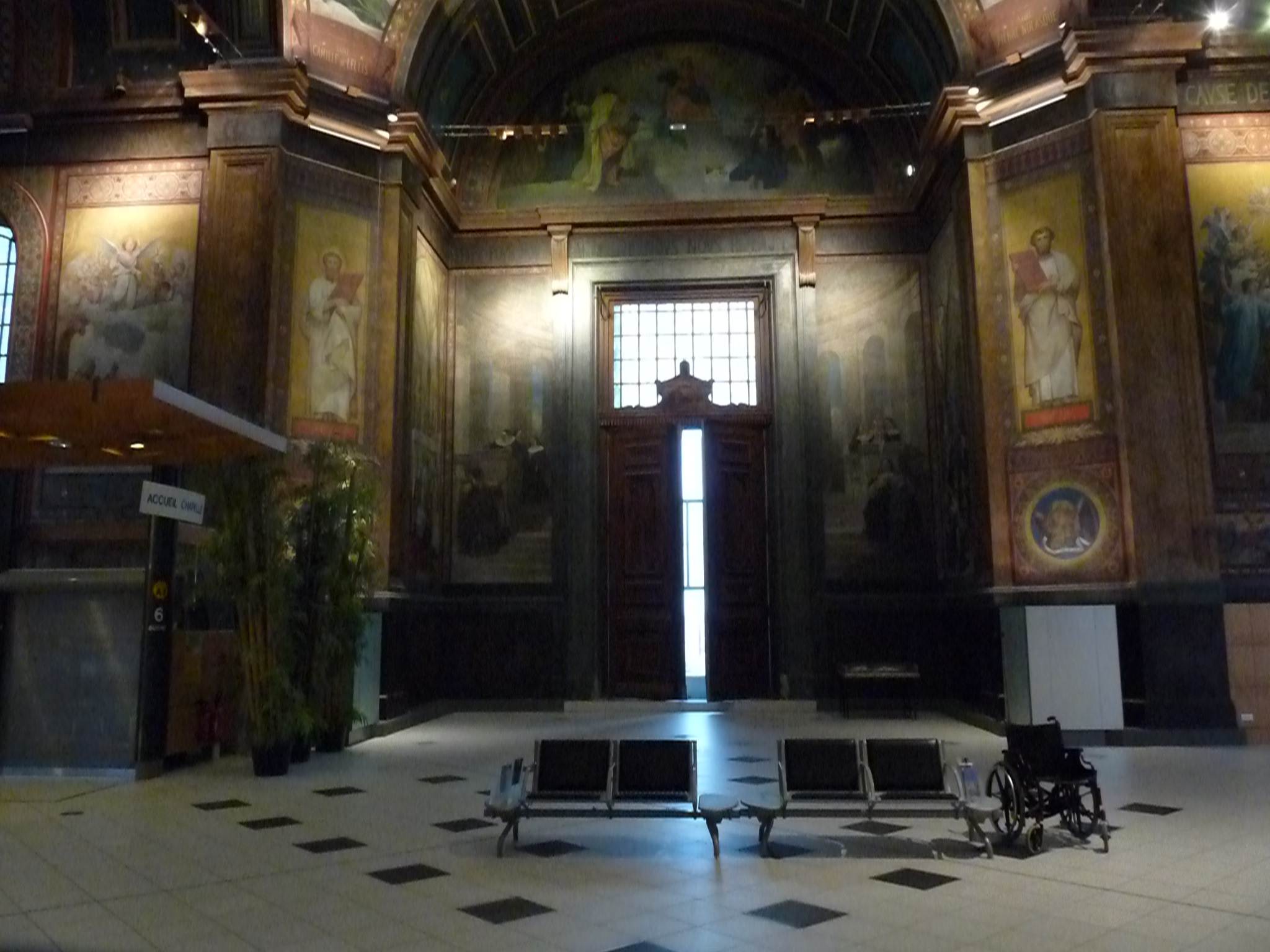
La puerta oriental

## Fotografías

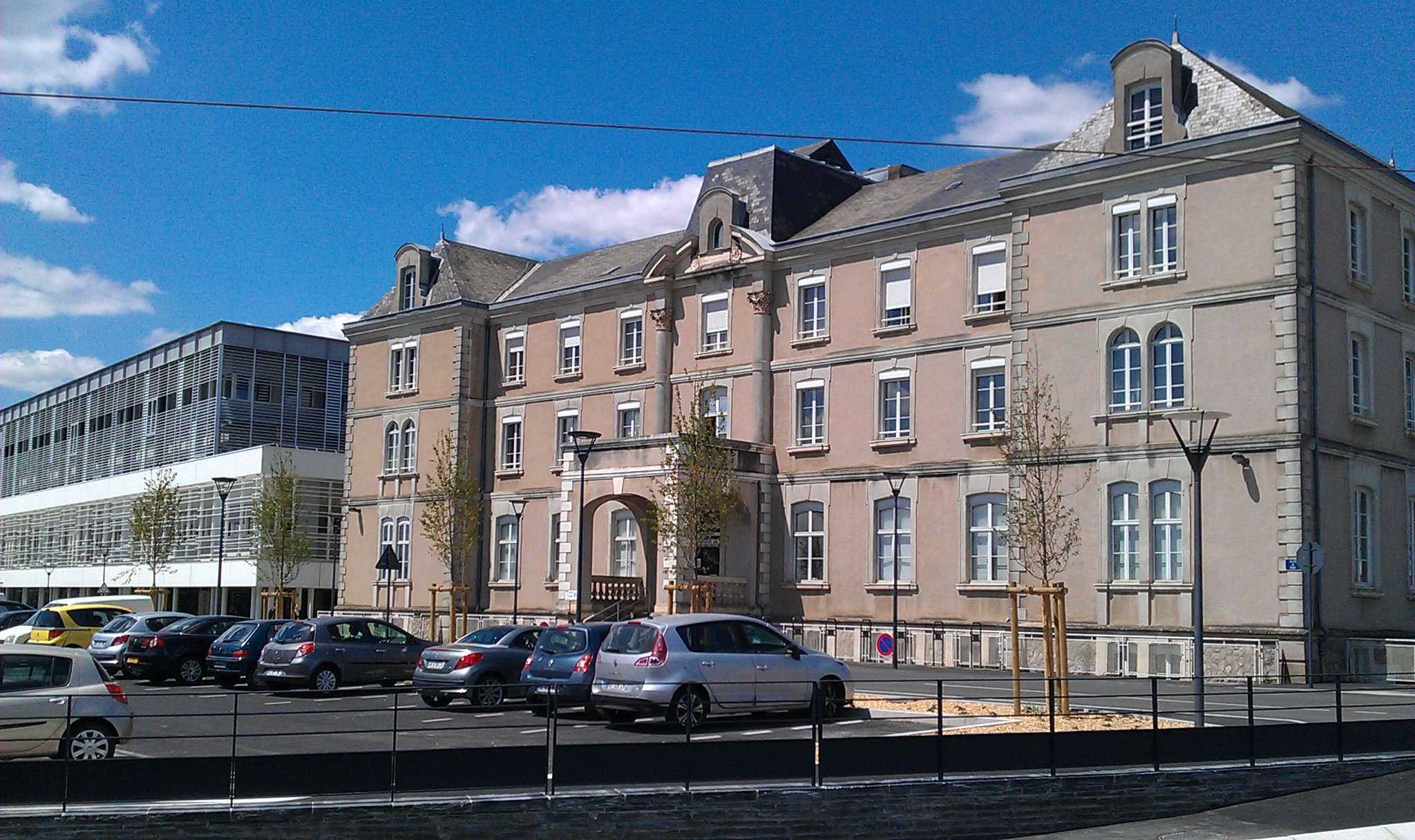
Escuela de prudentes mujeres
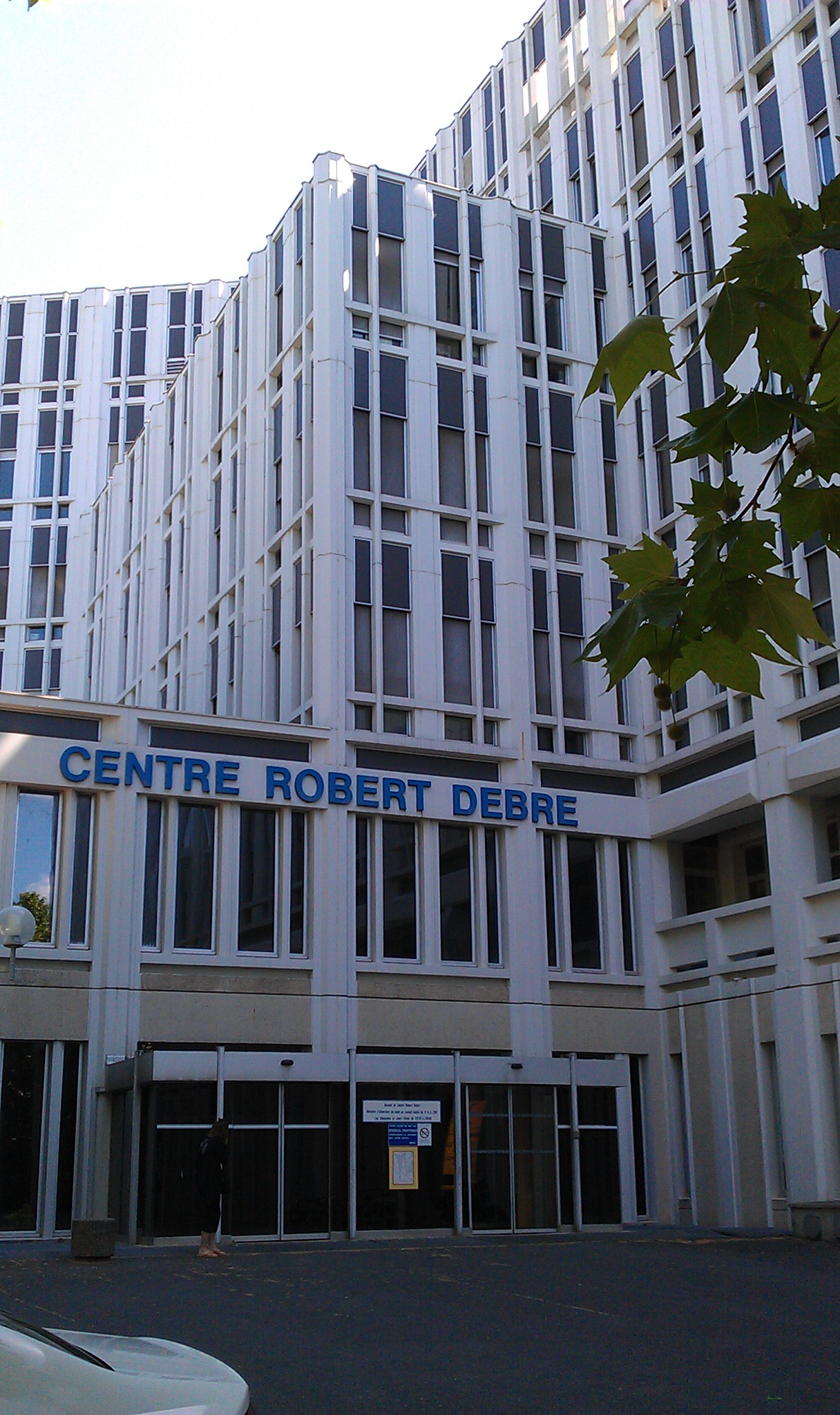
Centro Robert Debré
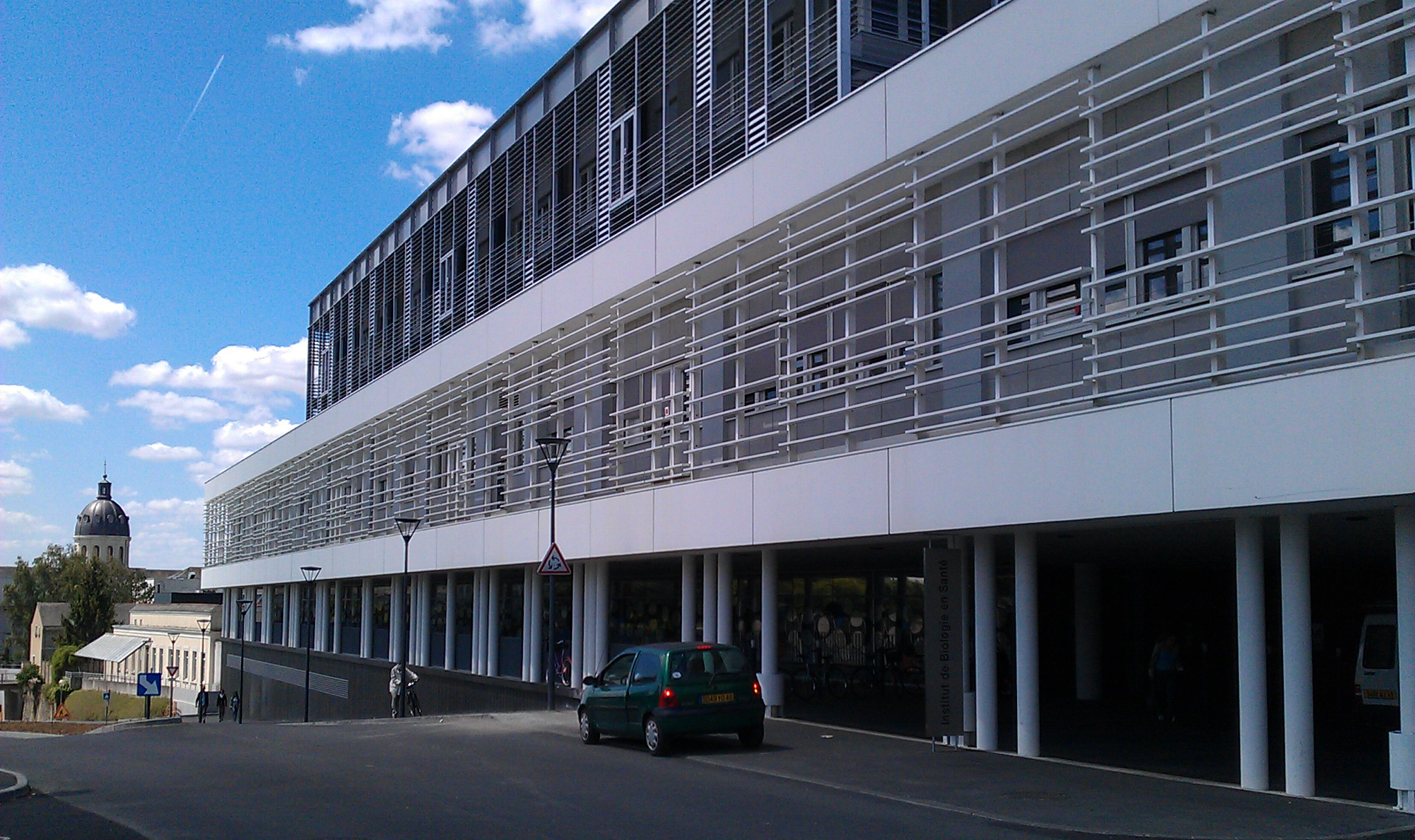
Instituto de biología en salud
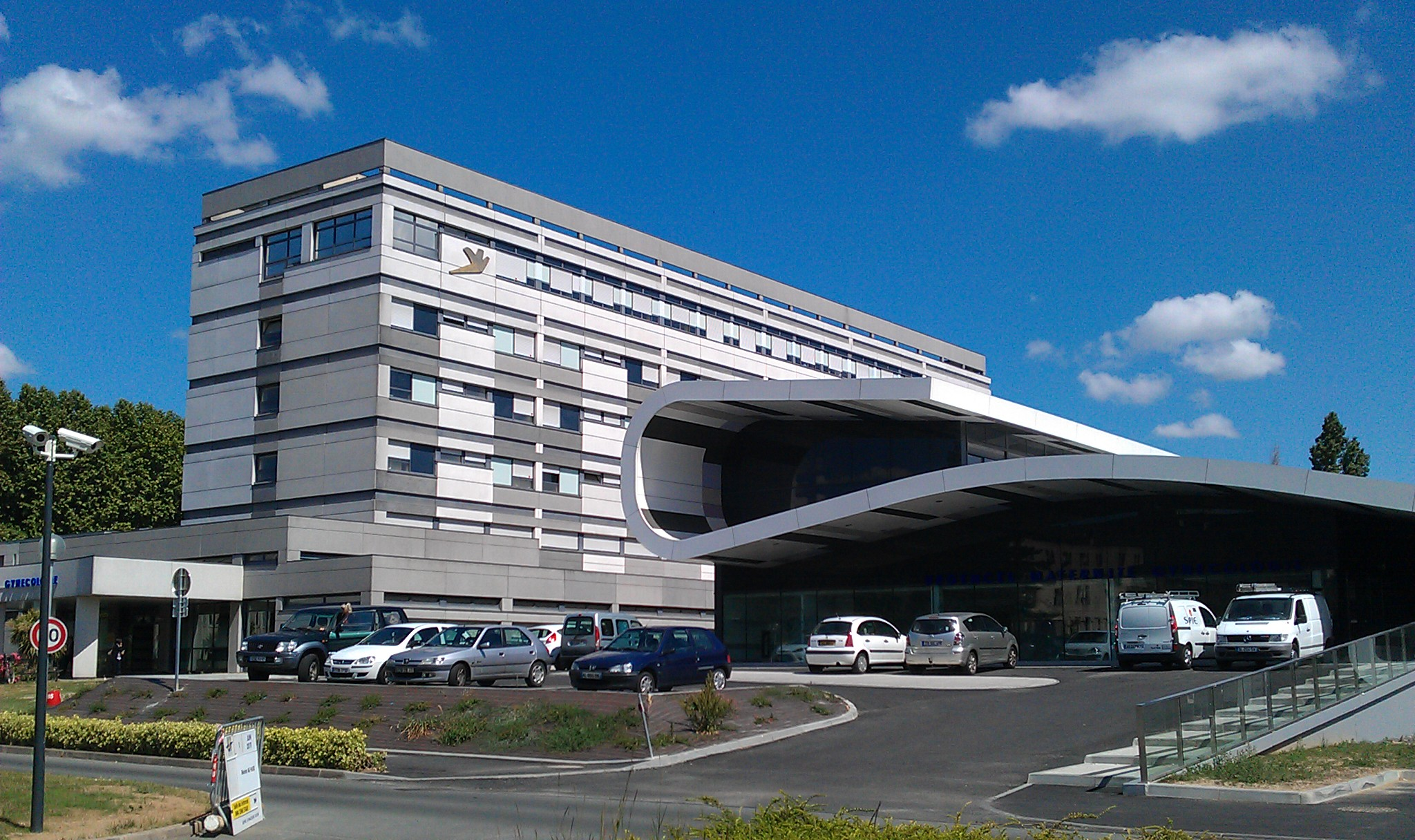
Maternidad